# Északi sarkkör

Az északi sarkkör a Föld térképén

Az északi sarkkör

Az északi sarkkör egy azon öt nevezetes szélességi kör közül, amit a Föld-térképeken is jelölnek. Az északi félteke é.sz. 66° 33' 39" szélességi fokán húzódik.
Az északi sarkkörön belül mindenhol előfordul a nyári napforduló során egy legalább 24 órás nappal, a téli napforduló során egy legalább 24 órás éjszaka. Ennek oka az, hogy a Föld forgástengelye 23,5°-os szögben meg van dőlve. Így a téli napforduló alatt az északi félgömb a Naptól távolabbra, a déli félgömb a Nap felé esik. Eredménye a 24 órás éjszaka. Nyári napfordulókor ugyanez játszódik le fordítva. Ez az időtartam észak felé haladva nő, mígnem az Északi-sarkon nyáron hat hónap nappal, télen hat hónap éjszaka van.
A következő országokon halad át az északi sarkkör:
- Oroszország
- Amerikai Egyesült Államok (Alaszka)
- Kanada
- Dánia (Grönland)
- Izland
- Norvégia
- Svédország
- Finnország

A legnagyobb települések a sarkkörön túl Murmanszk (325 000 lakos) és Norilszk (135 000 lakos) Oroszországban; a norvégiai Tromsønek 62 000 lakosa van.